# Мальованська сільська рада
Мальо́ванська сільська́ ра́да — колишній орган місцевого самоврядування у Млинівському районі Рівненської області. Адміністративний центр — село Мальоване.

## Загальні відомості
- Населення ради: 236 осіб (станом на 2001 рік)

## Населені пункти
Сільській раді підпорядковані населені пункти:
- с. Мальоване
- с. Долина

## Склад ради
Рада складалася з 12 депутатів та голови.
- Голова ради: Бронфін Зінаїда Олександрівна
- Секретар ради: Голець Галина Леонідівна

### Керівний склад попередніх скликань
| Прізвище, ім'я, по батькові   | Основні відомості                                                         | Дата обрання | Дата звільнення |
| ----------------------------- | ------------------------------------------------------------------------- | ------------ | --------------- |
| Бронфін Зінаїда Олександрівна | Сільський голова, 1959 року народження, освіта вища, член Народної партії | 26.03.2006   | 31.10.2010      |
| Бронфін Зінаїда Олександрівна | Сільський голова, 1959 року народження, освіта вища, член Народної партії | 31.10.2010   |                 |

Примітка: таблиця складена за даними сайту Верховної Ради України